# Barajevo
Barajevo (em cirílico:Барајево) é uma vila e um município da Sérvia localizada no distrito de Belgrado, na região de Šumadija. Possuía uma população de 8325 segundo o censo de 2002.

## Demografia
| 1948  | 1953  | 1961  | 1971  | 1981  | 1991  | 2002  |
| ----- | ----- | ----- | ----- | ----- | ----- | ----- |
| 3 301 | 3 361 | 3 386 | 3 519 | 4 225 | 6 243 | 8 325 |